# Gejza II. Uherský
Gejza II. Uherský (1130 – 31. května 1162) byl uherským králem v letech 1141–1162, z rodu Arpádovců. Byl synem uherského krále Bély II. a Heleny, dcery srbského velikého župana Uroše I. Korunovaný za uherského krále byl 16. února 1141, již 3 dny po otcově smrti. Dva z jeho synů se také stali uherskými králi; skrze dvě své dcery je prapředkem rodu Wittelsbachů a všech linií Wettinů.

## Začátek vlády
Jelikož měl pouze 11 let, správu země převzal bratr jeho matky Beloš. Začátek jeho vlády byl poznamenán zhoršujícími se vztahy s římskoněmeckou říší, když byly zrušeny zásnuby mezi Gejzovou sestrou Žofií a následníkem německého trůnu. Vzájemné vztahy se zhoršily i s Čechami. Na scéně se také objevil syn dřívějšího krále Kolomana Boris. Římskoněmecký císař Konrád III. mu dovolil naverbovat si žoldáky na jeho územích. V dubnu 1146 Boris vpadl na území Uherska a dobyl Bratislavu, jenže Gejzovi se podařilo okupanty podplatit, aby odtáhli. Útok se však po půlroce zopakoval, jenže tentokrát byly v přímém setkání v bitvě u Litavy oddíly Jindřicha II., rakouského markraběte a Borisova podporovatele, poraženy uherskými vojsky.
O rok později přes Uhersko procházely německé oddíly na Druhou křižáckou výpravu. Po tomto vojsku do Uher dorazili i vojáci francouzského krále Ludvíka VII. Došlo ke spřátelení tohoto krále s Gejzou a Ludvík VII. se stal kmotrem Gejzova syna Štěpána. Oba tyto přechody proběhly bez problémů.

## Zahraniční politika
Manželstvím se sestrou velkoknížete Kyjevské Rusi byl zatažen do mocenských sporů v této zemi. První výpravu do Kyjevské rusi provedl již v roce 1148 a další následující rok. Obě skončily bez výraznějších úspěchů. V roce 1150 opět vtrhl na Kyjevskou Rus, ale královští rádcové byli koupeni haličský knížetem a přiměli uherského krále, aby se vrátil domů. Poslední, šestou výpravu podnikl Gejza v roce 1152. Porazil haličského knížete Vladimirka Volodareviče, čímž mu odplatil hanebnou porážku z předchozího roku, ale ten se pomocí podplácení opět postaral, aby Gejza nemohl vyhrát definitivně.
Srbové, kterým Gejza pomáhal v odboji proti Byzanci, byli byzantským císařem Manuelem I. poražení a císař se vydal proti Uhersku. Obsadil pevnost Zemun a Kolomanův syn Boris pustošil uherské území. Gejza se vydal za Borisem, ale ten utekl do Byzance, kde nakonec zemřel.
V roce 1153 a také o dva roky později se Gejza pokusil uzavřít spojenectví s jihoitalskými Normany proti Byzanci, ale neúspěšně, a proto Gejza raději s byzantským císařem uzavřel mír. Přesto podporoval císařova bratra, který chtěl uchvátit korunu pro sebe, a v roce 1154 podnikl poměrně úspěšnou vojenskou výpravu na území Byzantské říše. Císař Manuel se mu odplatil vojenskou výpravou do Uher, a tak Gejza raději roce 1155 uzavřel mír na 5 let. Dalším nebezpečím pro zemi byl římskoněmecký císař Fridrich I. Barbarossa, který se netajil mocenskými zájmy na úkor Uherska. Fridrich I. povýšil v roce 1156 rakouské markrabství na vévodství a vévoda Jindřich II. Jasomirgott prohlásil, že je připraven na boj proti Uhersku.

## Dynastické spory a konec vlády
Velmoži, kteří nebyli spokojeni s Gejzovou vládou, začali organizovat spiknutí. Do jejich čela se postavil Gejzův mladší bratr Štěpán. Spiknutí však bylo odhaleno a Štěpán byl nucen utéct do Německa. Jenže německý císař Štěpánovi odmítl pomoct, a tak odešel do Byzance. Uhersko - německé vztahy se však zlepšily, protože Fridrich I. hledal spojence proti Byzantské říší. V té době se papežem stal proticísařsky zaměřený Alexandr III., avšak císařovi přívrženci si zvolili vzdoropapeže Viktora IV. Evropa se tak rozdělila na dva tábory a Gejza podpořil Alexandra III., což zpečetil konkordát mezi Uherskem a papežskou kurií uzavřený v roce 1161.
Králův nespokojený bratr Štefan se opět pokusil na svou stranu získat císaře Fridricha I., což se mu znovu nepodařilo a znovu utekl do Byzance, následovaný bratrem Ladislavem. Gejza určil za následníka trůnu svého syna Štěpána, který již od roku 1152 vládl jako spolukrál. Po Gejzově smrti tak Štěpán III. na trůn nastoupil, jenže čekaly ho mocenské zápasy se strýci Štěpánem a Ladislavem podporovanými Byzantskou říší.

## Rodina
V roce 1146 si vzal za manželku Eufrozinu z rodu Rurikovců, dceru kyjevského velkoknížete Mstislava I. Spolu měli tyto děti:
- Štěpán III. (1147 – 4. březen 1172), uherský král 1162–1172
- Béla III. (1148 – 23. duben 1196), uherský král 1172–1196, pokračovatel rodové linie
- Alžběta Uherská (asi 1149 – po r. 1189), česká kněžna jako manželka knížete Bedřicha, skrze dceru Ludmilu předek rodu Wittelsbachů
- princ Gejza Uherský (asi 1150 – před r. 1210)
- Helena Uherská (asi 1158 – 25. květen 1199), manželka rakouského vévody Leopolda V. Babenberského, skrze vnučku Konstancii předek rodu Wettinů

| „                  | Kraloval dvadcet let, tři měsíce a jedenáct dní. Zplodil čtyři syny: Štěpána, Bélu, Arpáda a Gejzu... | “ |
| — Dubnická kronika | |   |